# 瓦京斯基約甘河
瓦京斯基約甘河（俄语：Ватинский Ёган）是俄羅斯的河流，屬於鄂畢河的右支流，由漢特-曼西自治區負責管轄，河道全長593公里，流域面積3,190平方公里，河水主要來自融雪，每年十一月至翌年五月結冰，蘊藏的天然資源有石油和天然氣。